# Alergija na hranu
Alergija na hranu (allergia alimentaria) je štetan odgovor imuniteta na proteine u hrani. Alergija na hranu razlikuje se od manje štetnih odgovora na hranu kao što su netolerancija na hranu, farmakološke reakcije i reakcije praćene toksinima.
| Alergija na hrane                                 | Farmakološke reakcije                                                                            | Toksini                                     | Netolerancija            |
| ------------------------------------------------- | ------------------------------------------------------------------------------------------------ | ------------------------------------------- | ------------------------ |
| Štetan odgovor imunog sistema na proteine u hrani | Kofeinski tremori, sirna/vinska (tiraminska) migrena, trovanje skombroidnom (histaminskom) ribom | Trovanje bakterijskom hranom, stafilotoksin | Netolerancija na laktozu |

Proteini u hrani koji pokreću alergijski odgovor nazivaju se alimentarnim alergenima. Procenjuje se da gotovo 12 miliona Amerikanaca pati od alergije na hranu, a broj je u rastu. Šest do osam posto dece do treće godine ima alergiju na hranu kao i skoro četiri posto odraslih.
Alergiju na hranu uzrokuje otprilike 30.000 poseta hitnoj pomoći i 100 do 200 smrti godišnje u Sjedinjenim Državamа. Najčešće alergije na hranu kod odraslih su alergije na školjke, kikirikija, orašastih plodova, ribe i jaja, a najčešće alergije na hranu kod dece jesu one od mleka, jaja, kikirikija i orašastih plodova.
Terapija se sastoji od imunoterapije (desenzitizacije) ili izbegavanja tako što alergična osoba izbegava sve oblike dodira sa hranom na koju je alergična. Područja istraživanja uključuju anti-IgE antitela (omalizumab ili Xolair) i specifičnu oralnu tolerancijsku indukciju (SOTI) koji su pokazali nekakvu nadu za terapiju određenih alergija na hranu. Ljudi s dijagnoziranom alergijom na hranu mogu nositi autoinjektore adrenalina kao što su ''EpiPen'' ili ''Twinject'', zatim razne oblike nakita s medicinskim upozorenjem ili razviti plan za hitno delovanje u dogovoru sa svojim lekarem.

## Više informacija
- Aklimatizacija
- Alergija na lekove
- Alergija na mleko
- Alergija
- Anafilaksa
- Netolerancija na hranu
- Netolerancija na laktozu
- Mastocit
- Oralni alergijski sindrom